# Miss Universo 2002
Miss Universo 2002, la 52.ª edición del concurso Miss Universo, se llevó a cabo en el Coliseo Roberto Clemente en San Juan (Puerto Rico) el 29 de mayo de 2002.
Representantes provenientes de setenta y cinco países y territorios compitieron por el título en esta edición del concurso. Al final del evento, Miss Universo 2001, Denise Quiñones de Puerto Rico, coronó como su sucesora a Oxana Fedorova de Rusia. Fue la primera victoria de Rusia. Sin embargo, Fedorova fue despojada de su título cuatro meses después porque no pudo viajar para cumplir con sus obligaciones, y fue reemplazada por la primera finalista, Justine Pasek de Panamá.
El concurso fue presentado por Phil Simms y Daisy Fuentes; como corresponsal tras bambalinas actuó Brook Lee, Miss Universo 1997. El cantautor Marc Anthony se encargó del entretenimiento. Esta fue también la última edición emitida en CBS.

## Antecedentes

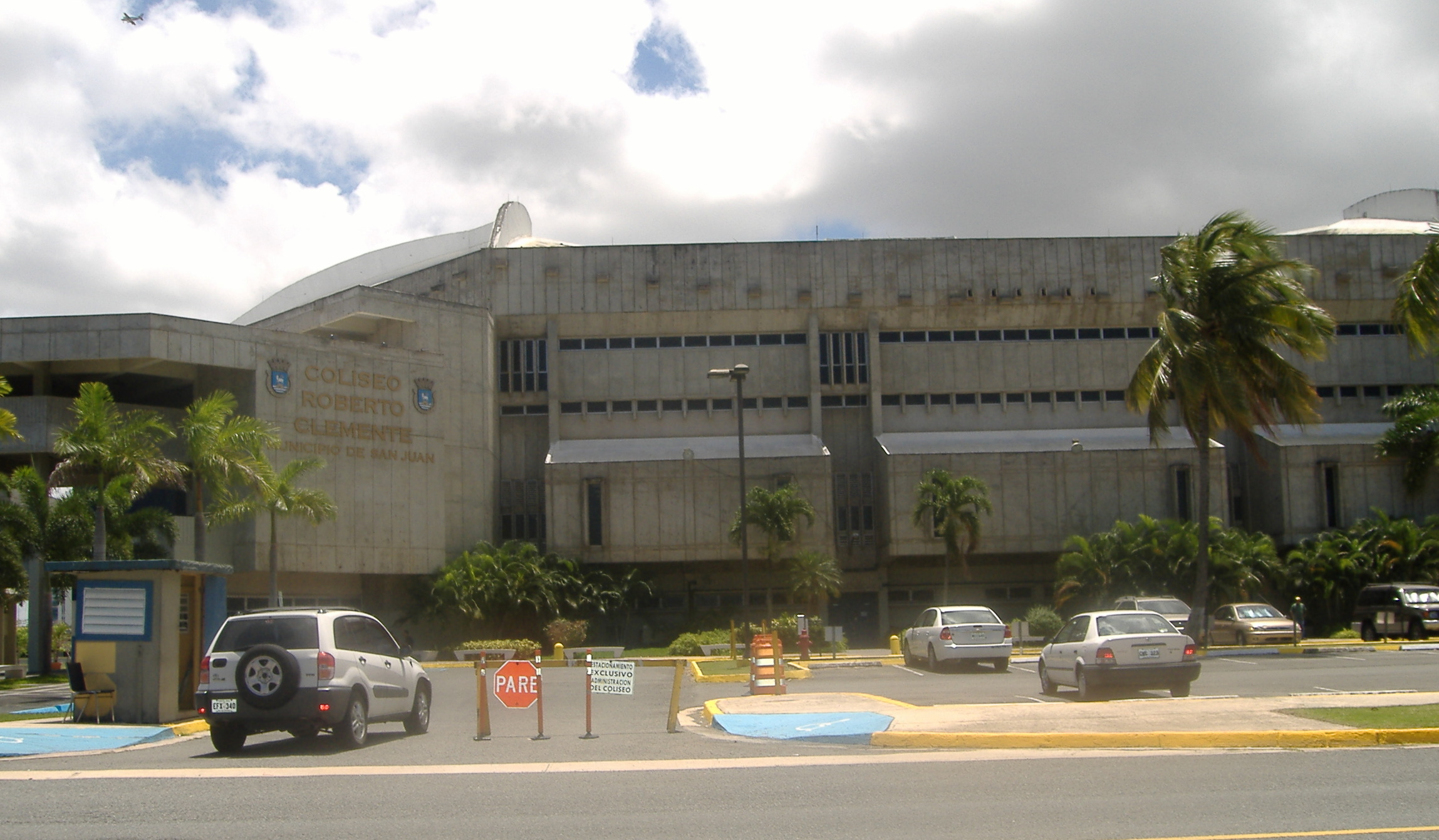
Coliseo Roberto Clemente, sede de Miss Universo 2002

### Ubicación y fecha
En diciembre de 2001, Jorge Santini, quien en ese momento era el alcalde de San Juan, y Denise Quiñones, Miss Universo 2001, asistieron a una conferencia de prensa en San Juan, donde se anunció que el concurso de Miss Universo 2002 se llevaría a cabo en Puerto Rico por segundo año consecutivo. La ciudad de San Juan fue elegida como la sede del concurso entre ocho otras ciudades.

### Selección de candidatas

#### Reemplazos
Lorena Van Heerde, la ganadora del concurso Miss España 2001, rompió todos los vínculos con la organización Miss España y perdió el derecho a representar a España en cualquier concurso internacional después de que su familia amenazara con demandar a la Organización Miss España debido a una violación contractual con la organización. Van Heerde eemplazada por Vania Millán a petición de la Organización Miss Universo.

#### Debuts, regresos y retiros
La edición de 2002 vio los debuts de Albania y China, y los regresos de Kenia, que compitió por última vez en 1995; Guyana en 1999; y Australia, Mauricio y Namibia en 2000. Karen Russell de Belice y Yana Booth de Gran Bretaña se retiraron debido a un cambio en el titular de la franquicia local. Christina Sawaya, Miss Líbano 2001, se retiró debido a su apoyo a la Segunda Intifada, declarando que no podía competir con Yamit Har-Noy, Miss Israel 2002, en el concurso. A Euwonka Selver de las Islas Turcas y Caicos se le quitó su título unas semanas antes de partir hacia el concurso, y la organización no la reemplazó. Shirley Yeung de Hong Kong, Loredana Zammit de Malta y Gabriela Riquelme de Paraguay se retiraron después de que sus respectivas organizaciones perdieran sus licencias. Argentina, Barbados, Botsuana, Nueva Zelanda y Taiwán se retiraron después de que sus respectivas organizaciones no lograron realizar un concurso nacional o designar una candidata.

### Reemplazo de Oxana Fedorova

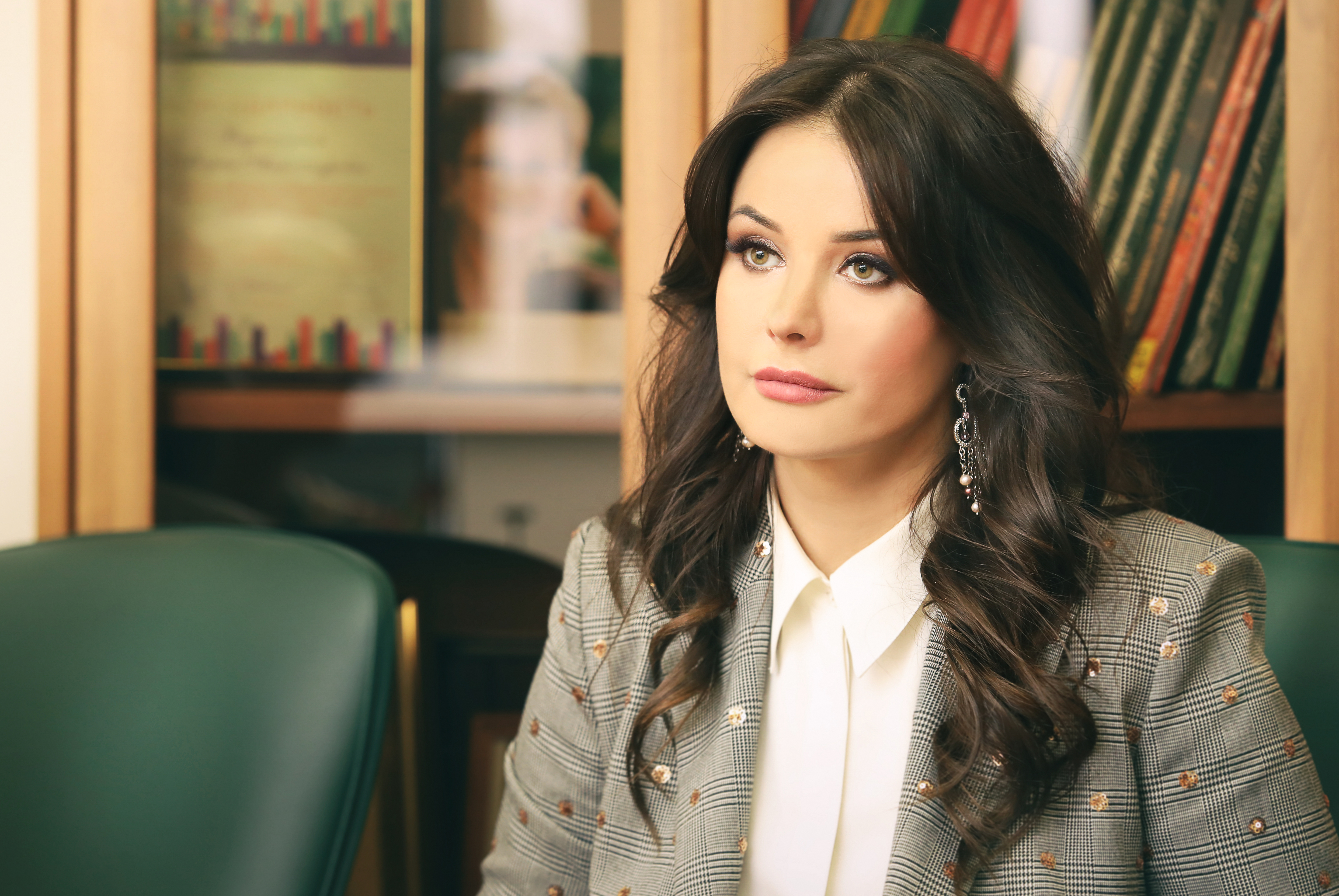
Oxana Fedorova, la ganadora original

En septiembre de 2002, cuatro meses después de ganar Miss Universo, Fedorova fue reemplazada por Justine Pasek, lo que la convirtió en la primera Miss Universo en ser removida durante su reinado. Según la entonces presidenta de la Organización Miss Universo, Paula Shugart, Fedorova no pudo cumplir con sus deberes porque necesitaba pasar mucho tiempo en Rusia. Se esperaba que Fedorova viajara extensamente y realizara apariciones personales como parte de sus deberes, pero ella se negó a participar en algunas de esas asignaciones, incluido el concurso Miss Teen USA 2002.
En una entrevista con el Canal 2 de la televisión rusa, Fedorova dijo que se sorprendió cuando la Organización Miss Universo describió su renuncia como un destitución, y que la decisión de devolver la corona fue suya. Según Fedorova, la razón por la que pasó tanto tiempo en Rusia fue debido a sus estudios. Fedorova es teniente de policía en Rusia, y en ese momento, cuando era Miss Universo, estaba terminando su disertación en la Academia de Asuntos Internos, que defendió en octubre del mismo año. Fedorova también refutó especulaciones de que estaba embarazada porque aún no estaba casada.
La primera finalista, Justine Pasek, fue coronada como Miss Universo 2002 en una conferencia de prensa en la ciudad de Nueva York por Donald Trump.

## Resultados

### Clasificación final
La ganadora, las cuatro finalistas y las semifinalistas fueron las siguientes candidatas:
| Posición                | Candidata |
| ----------------------- | --- |
| Miss Universo 2002      | - Rusia - Oxana Fedorova (reemplazada)                                                                                              |
| Primera finalista       | - Panamá - Justine Pasek (asumió)                                                                                                   |
| Segunda finalista       | - China - Zhuo Ling |
| Tercera finalista       | - Sudáfrica - Vanessa Carreira |
| Cuarta finalista        | - Venezuela - Cynthia Lander |
| Semifinalistas (Top 10) | - Alemania - Natascha Börger - Chipre - Demetra Eleftheriou - Albania - Anisa Kospiri - India - Neha Dhupia - Canadá - Neelam Verma |

### Puntuaciones finales
| \| País \| Traje de Baño \| Traje de Noche \| Promedio \| \| --------- \| ------------- \| -------------- \| ---------- \| \| Rusia \| 9.88 (1) \| 9.64 (1) \| 9.760 (1) \| \| Venezuela \| 9.29 (2) \| 8.83 (5) \| 9.060 (2) \| \| China \| 8.88 (5) \| 9.15 (2) \| 9.015 (3) \| \| Panamá \| 8.79 (7) \| 8.92 (3) \| 8.855 (4) \| \| Sudáfrica \| 8.90 (4) \| 8.79 (6) \| 8.845 (5) \| \| Alemania \| 8.81 (6) \| 8.84 (4) \| 8.825 (6) \| \| Chipre \| 9.15 (3) \| 8.49 (8) \| 8.820 (7) \| \| Albania \| 8.34 (8) \| 8.51 (7) \| 8.425 (8) \| \| India \| 8.32 (9) \| 8.10 (10) \| 8.210 (9) \| \| Canadá \| 7.99 (10) \| 8.39 (9) \| 8.190 (10) \| | Ganadora 1.ª finalista 2.ª finalista 3.ª finalista |                |            |
| País | Traje de Baño                                      | Traje de Noche | Promedio   |
| Rusia | 9.88 (1)                                           | 9.64 (1)       | 9.760 (1)  |
| Venezuela | 9.29 (2)                                           | 8.83 (5)       | 9.060 (2)  |
| China | 8.88 (5)                                           | 9.15 (2)       | 9.015 (3)  |
| Panamá | 8.79 (7)                                           | 8.92 (3)       | 8.855 (4)  |
| Sudáfrica | 8.90 (4)                                           | 8.79 (6)       | 8.845 (5)  |
| Alemania | 8.81 (6)                                           | 8.84 (4)       | 8.825 (6)  |
| Chipre | 9.15 (3)                                           | 8.49 (8)       | 8.820 (7)  |
| Albania | 8.34 (8)                                           | 8.51 (7)       | 8.425 (8)  |
| India | 8.32 (9)                                           | 8.10 (10)      | 8.210 (9)  |
| Canadá | 7.99 (10)                                          | 8.39 (9)       | 8.190 (10) |

### Premios especiales
Los premios especiales fueron otorgados a las siguientes candidatas:
| Premio                 | Candidata                                               |
| ---------------------- | ------------------------------------------------------- |
| Mejor en traje de baño | - Rusia - Oxana Fedorova                                |
| Miss Fitness           | - Rusia - Oxana Fedorova[cita requerida]                |
| Miss Fotogénica        | - Puerto Rico - Isis Casalduc                           |
| Miss Simpatía          | - Islas Vírgenes de los Estados Unidos - Merlisa George |

#### Mejor traje nacional
La ganadora y finalistas del premio al mejor traje nacional son las siguientes candidatas:
| Posición          | Candidata                              |
| ----------------- | -------------------------------------- |
| Ganadora          | - Colombia - Vanessa Mendoza           |
| Primera finalista | - Puerto Rico - Isis Casalduc          |
| Segunda finalista | - República Dominicana - Ruth Ocumárez |

## El concurso

### Jurado
- Marshall Faulk, jugador de fútbol americano
- Tyrese Gibson, actor estadounidense
- Marisol Malaret, Miss Universo 1970 de Puerto Rico
- Christopher McDonald, actor estadounidense
- Oswald Mendez, participante de The Amazing Race 2
- Nicole Miller, diseñadora estadounidense
- Amir, famoso diseñador de origen sur asiático
- Tatjana Patitz, modelo alemana
- Yue-Sai Kan, presentadora de televisión china
- Ethan Zohn, ganador de la segunda temporada de Survivor

## Candidatas
Setenta y cinco candidatas compitieron por el título.
| País/Territorio                      | Candidata             | Edad | Procedencia             |
| ------------------------------------ | --------------------- | ---- | ----------------------- |
| Albania                              | Anisa Kospiri         | 19   | Tirana                  |
| Alemania                             | Natascha Börger       | 21   | Bönningstedt            |
| Angola                               | Giovana Leite         | 18   | Luanda                  |
| Antigua y Barbuda                    | Aisha Ralph           | 24   | Saint John              |
| Aruba                                | Deyanira Frank        | 23   | San Nicolaas            |
| Australia                            | Sarah Davies          | 19   | Brisbane                |
| Bahamas                              | Nadia Albury          | 21   | Nasáu                   |
| Bélgica                              | Ann Van Elsen         | 22   | Mol                     |
| Bolivia                              | Paola Coimbra         | 21   | Santa Cruz de la Sierra |
| Brasil                               | Joseane Oliveira      | 20   | Canoas                  |
| Bulgaria                             | Elina Georgieva       | 19   | Sofía                   |
| Canadá                               | Neelam Verma          | 26   | Montreal                |
| Chile                                | Nicole Rencoret       | 25   | Santiago                |
| China                                | Zhuo Ling             | 19   | Shanghái                |
| Chipre                               | Demetra Eleftheriou   | 19   | Nicosia                 |
| Colombia                             | Vanessa Mendoza       | 20   | Unguía                  |
| Corea del Sur                        | Kim Min-kyoung        | 20   | Seúl                    |
| Costa Rica                           | Merilyn Villalta      | 22   | Cartago                 |
| Croacia                              | Ivana Paris           | 18   | Pazin                   |
| Curazao                              | Ayanette Statia       | 19   | Willemstad              |
| Ecuador                              | Isabel Ontaneda-Pinto | 23   | Quito                   |
| Egipto                               | Sally Shaheen         | 24   | El Cairo                |
| El Salvador                          | Elisa Sandoval        | 22   | San Salvador            |
| Eslovaquia                           | Eva Džodlová          | 19   | Prešov                  |
| Eslovenia                            | Iris Mulej            | 20   | Kranj                   |
| España                               | Vania Millán          | 24   | Almería                 |
| Estados Unidos                       | Shauntay Hinton       | 23   | Washington D. C.        |
| Estonia                              | Jana Tafenau          | 19   | Tallin                  |
| Filipinas                            | Karen Loren Agustín   | 19   | Manila                  |
| Finlandia                            | Janette Broman        | 20   | Lieto                   |
| Francia                              | Sylvie Tellier        | 20   | Nantes                  |
| Ghana                                | Stephanie Walkins-Fia | 22   | Acra                    |
| Grecia                               | Lena Paparigopoulou   | 21   | Atenas                  |
| Guatemala                            | Carina Velásquez      | 21   | Zacapa                  |
| Guyana                               | Mia Rahaman           | 22   | Georgetown              |
| Honduras                             | Erika Ramírez         | 18   | Atlántida               |
| Hungría                              | Edit Friedl           | 23   | Budapest                |
| India                                | Neha Dhupia           | 21   | Delhi                   |
| Irlanda                              | Lisa O'Sullivan       | 20   | Dublín Sur              |
| Islas Caimán                         | Shannon McLean        | 24   | East End                |
| Islas Marianas del Norte             | Virginia Gridley      | 22   | Chalan Kanoa            |
| Islas Vírgenes de los Estados Unidos | Merlisa Rhonda George | 26   | Santa Cruz              |
| Islas Vírgenes Británicas            | Anestasia Tonge       | 18   | Tórtola                 |
| Israel                               | Yamit Har-Noy         | 20   | Oranit                  |
| Italia                               | Anna Rigon            | 23   | Vicenza                 |
| Jamaica                              | Sanya Hughes          | 19   | Kingston                |
| Japón                                | Mina Chiba            | 24   | Tokio                   |
| Kenia                                | Julie Njeru           | 19   | Laikipia                |
| Malasia                              | Karen Lit Eit Ang     | 25   | Kuching                 |
| Mauricio                             | Karen Alexandre       | 22   | Port Louis              |
| México                               | Ericka Cruz           | 20   | Mérida                  |
| Namibia                              | Michelle Heitha       | 26   | Windhoek                |
| Nicaragua                            | Marianela Lacayo      | 21   | Managua                 |
| Nigeria                              | Chinenye Ochuba       | 18   | Lagos                   |
| Noruega                              | Hege Hatlo            | 21   | Rogaland                |
| Países Bajos                         | Kim Kötter            | 19   | Losser                  |
| Panamá                               | Justine Pasek         | 22   | Ciudad de Panamá        |
| Perú                                 | Adriana Zubiate       | 20   | Callao                  |
| Poland                               | Joanna Dozdrowska     | 23   | Szczecin                |
| Portugal                             | Iva Lamarão           | 19   | Ovar                    |
| Puerto Rico                          | Isis Casalduc         | 21   | Utuado                  |
| República Checa                      | Diana Kobzanová       | 20   | Roudná                  |
| República Dominicana                 | Ruth Ocumárez         | 20   | Santo Domingo           |
| Rusia                                | Oxana Fedorova        | 24   | San Petersburgo         |
| Singapur                             | Nuraliza Osman        | 25   | Singapur                |
| Sudáfrica                            | Vanessa Carreira      | 22   | Boksburg                |
| Suecia                               | Malou Hansson         | 19   | Järfälla                |
| Suiza                                | Jennifer Ann Gerber   | 20   | Argovia                 |
| Tailandia                            | Janjira Janchome      | 19   | Phitsanulok             |
| Trinidad y Tobago                    | Nasma Mohammed        | 23   | Princes Town            |
| Turquía                              | Çağla Kubat           | 23   | Esmirna                 |
| Ucrania                              | Liliana Gorova        | 20   | Kiev                    |
| Uruguay                              | Fiorella Fleitas      | 20   | Canelones               |
| Venezuela                            | Cynthia Lander        | 19   | Caracas                 |
| Yugoslavia                           | Slađana Božović       | 21   | Kragujevac              |